# Schizonampa manni
Schizonampa manni är en mångfotingart som beskrevs av Chamberlin 1914. Schizonampa manni ingår i släktet Schizonampa och familjen storjordkrypare. Inga underarter finns listade i Catalogue of Life.